# جون جونز روس
جون جونز روس (بالإنجليزية: John Jones Ross)‏ هو سياسي كندي، ولد في 16 أغسطس 1831 في مدينة كيبك في كندا، وتوفي في 4 مايو 1901 في كندا. حزبياً، نشط في حزب كندا المحافظ.

## مناصب
- انتخب Member of the Legislative Assembly of the Province of Canada ‏ (1861 – 1867).
- انتخب عضو مجلس العموم الكندي عن دائرة Champlain (federal electoral district) [الإنجليزية]‏ (20 سبتمبر 1867 – 22 يناير 1874).
- انتخب رئيس مجلس الشيوخ [الإنجليزية]‏ (14 سبتمبر 1891 – 12 يوليو 1896).
- انتخب عضو الجمعية الوطنية في كيبك [الإنجليزية]‏.
- انتخب عضو مجلس الشيوخ الكندي (12 أبريل 1887 – 4 مايو 1901).
- انتخب Premier of Quebec [الإنجليزية]‏ (23 يناير 1884 – 25 يناير 1887).